# Aéroport d’Eureka
L'aéroport d’Eureka est un aéroport situé au Nunavut, au Canada.